# Голамхуссейн Гейбпарвар
Голамхуссейн Гейбпарвар (перс. غلامحسین غیب‌پرور; 1962, Шираз — 16 липня 2025, Тегеран) — іранський військовий діяч, бригадний генерал, до 2019 року командував військовою організацією Басідж, яка є складовою частиною Корпусу вартових Ісламської революції (КВІР). З вересня 2019 року — заступник головнокомандувача КВІР.
Відомостей щодо точної дати та місця народження немає. За деякими даними, поширеними іранськими ЗМІ, народився в Ширазі. Був виключений зі школи. Після Ісламської революції 1979 року приєднався до КВІР. Здобув ступінь доктора наук в Університеті імені імама Хусейна.
Брав участь в ірано-іракській війні та війні в Сирії, очолював різні підрозділи КВІР.
За даними ЗМІ, помер 16 липня 2025 року через хімічні ускладнення, отримані в результаті восьмирічної ірано-іракської війни.